# 双营子回族乡
双营子回族乡是中华人民共和国吉林省长春市双阳区下辖的一个民族乡。

## 行政区划
双营子回族乡下辖以下村级行政区划单位：
大营村、鲁家村、庞家村、新胜村、尹家村和黄金村。